# Paul Trimboli
Paolo „Paul” Vincenzo Trimboli (ur. 25 lutego 1969 w Melbourne) – australijski piłkarz pochodzenia włoskiego występujący na pozycji napastnika.

## Kariera klubowa
Trimboli seniorską karierę rozpoczynał w 1986 roku w klubie Sunshine George Cross. Tam spędził rok. W 1987 odszedł do ekipy South Melbourne. Jej barwy reprezentował z kolei przez 17 lat. W tym czasie zdobył z zespołem 3 mistrzostwa NSL (1991, 1998, 1999) oraz 2 Puchary NSL (1990, 1996). W 1993 oraz w 1998 otrzymał także nagrodę Johnny Warren Medal. W 2004 roku zakończył karierę.

## Kariera reprezentacyjna
W reprezentacji Australii Trimboli zadebiutował 3 grudnia 1988 roku w wygranym 5:1 pojedynku eliminacji Mistrzostw Świata 1990 z Fidżi, w którym strzelił także gola. W 1996 roku znalazł się w drużynie na Puchar Narodów Oceanii, który został wygrany właśnie przez Australię.
W 1997 roku Trimboli został powołany do kadry na Puchar Konfederacji. Nie zagrał na nim jednak w żadnym meczu, a Australia zakończyła turniej na 2. miejscu. W 1998 oraz w 2002 roku ponownie uczestniczył w Pucharze Narodów Oceanii, który w obu przypadkach Australia kończyła na 2. miejscu.
W latach 1988–2002 w drużynie narodowej Trimboli rozegrał w sumie 40 spotkań i zdobył 13 bramek.